# Сосновка (Таврический район)
Сосновка — деревня в Таврическом районе Омской области. Входит в состав Прииртышского сельского поселения.

## История
Основана в 1910 году. В 1928 году состояла из 38 хозяйств, основное население — русские. В составе Ракитовского сельсовета Уральского района Омского округа Сибирского края.

## Население
| 1926 | 2010 |
| ---- | ---- |
| 201  | ↘111 |